# Asiatische Zwerghörnchen
Die Asiatischen Zwerghörnchen (Exilisciurus) sind eine in Südostasien verbreitete Gattung der Hörnchen. Von diesen sind sie aber zu trennen: Nach molekulargenetischen Untersuchungen ist Exilisciurus die Schwestergruppe aller anderen Schönhörnchen.
Dennoch gleichen sie in äußeren Merkmalen und Lebensweise dem Braunen Zwerghörnchen. Ihre Kopfrumpflänge beträgt 7 bis 10 cm, hinzu kommen 5 bis 8 cm Schwanz. Unter den Hörnchen ist einzig das Afrikanische Zwerghörnchen noch kleiner. Das Gewicht liegt zwischen 15 und 35 g. Die Fellfarbe ist oberseits rotbraun, braun oder grau. Unterseits sind die Tiere etwas heller. Alle Arten bewohnen dichte tropische Regenwälder.

## Systematik
Die Asiatischen Zwerghörnchen wurden früher zur Gattung Nannosciurus gestellt, wurden jedoch 1958 von Joseph Curtis Moore als eigene Gattung beschrieben.
Unterschieden werden die folgenden drei Arten:
- Borneo-Kleinsthörnchen, Exilisciurus exilis (Müller, 1838), Borneo
- Quasten-Zwerghörnchen, Exilisciurus whiteheadi (Thomas, 1887), Borneo
- Philippinen-Zwerghörnchen, Exilisciurus concinnus (Thomas, 1888), Mindanao und benachbarte Inseln

## Belege
1. ↑  Joseph Curtis Moore: New genera of East Indian squirrels. American Museum Novitates 1914, 1958; S. 1–5. Volltext
2. ↑  Funambulus In: Richard W. Thorington Jr., John L. Koprowski, Michael A. Steele: Squirrels of the World. Johns Hopkins University Press, Baltimore MD 2012; S. 158 ff. ISBN 978-1-4214-0469-1
3. ↑  J.L. Koprowski, E.A. Goldstein, K.R. Bennett, C. Pereira Mendes: Genus Exilisciurus. In: Don E. Wilson, T.E. Lacher, Jr., Russell A. Mittermeier (Hrsg.): Handbook of the Mammals of the World: Lagomorphs and Rodents 1. (HMW, Band 6) Lynx Edicions, Barcelona 2016, ISBN 978-84-941892-3-4, S. 716–717.